# Rozwój gospodarczy
Rozwój gospodarczy – proces wzrostu dobrobytu społeczeństwa, czyli tego, jak wiele potrzeb ludzi i w jak dużym stopniu może być zaspokojonych dzięki produktywnemu wykorzystaniu rzadkich zasobów.
Korzyścią z rozwoju gospodarczego jest zwiększenie standardu życia społeczeństwa, zwiększenie produkcji oraz większe bezpieczeństwo publiczne.
Od przełomu XVIII i XIX wieku obserwujemy gwałtowny rozwój gospodarczy Europy Zachodniej i Ameryki Północnej, który później zaczął być też obserwowany w innych częściach świata. Rozwój ten przejawia się przede wszystkim w zmniejszonej śmiertelności niemowląt, dłuższym przeciętnym życiu członków społeczeństwa, masowej konsumpcji dóbr uchodzących niegdyś za luksusowe.

## Czynniki rozwoju gospodarczego
- kapitał ludzki
- ziemia i surowce – odnawialne i nieodnawialne
- postęp techniczny
- inwestycje – powiększanie kapitału rzeczowego
- przedsiębiorczość

## Modele rozwoju gospodarczego
- Model Fishera-Clarka
- Model Harris-Todaro